# Бурундук-хан
Бурундук-хан (каз. Бұрындық хан; 1430—1511) — казахський хан, син Керей-хана.

## Життєпис
Був сином одного з засновників Казахського ханства Керей-хана. Став ханом Казахського ханства 1474 року після смерті свого дядька, Жанібек-хана. За часів його правління реальну силу й популярність серед казахів мав син Жанібека Касим-хан. Вплив останнього був настільки значним, що, на думку окремих дослідників, ніхто й не думав про Бурундука. Казахські правителі підтримували Касима, оскільки з кожним новим військовим походом він захоплював для знаті військову здобич. Таким чином казахська знать фактично визнала Касима ханом, натомість Бурундук не мав жодної популярності.